# Peteroma ligneola
Peteroma ligneola är en fjärilsart som beskrevs av Paul Dognin 1912. Peteroma ligneola ingår i släktet Peteroma och familjen nattflyn. Inga underarter finns listade i Catalogue of Life.